# Dale Carnegie
Dale Carnegie (seudónimo de Dale Breckenridge) (24 de noviembre de 1888 - 1 de noviembre de 1955) fue un empresario y escritor estadounidense de libros que tratan sobre relaciones humanas y comunicación eficaz.
Carnegie fue promotor de lo que en la actualidad se conoce como asunción de responsabilidades, aunque esto solo aparece puntualmente en sus escritos. Una de las ideas centrales de sus libros es que es posible cambiar el comportamiento de los demás para entablar conexión con ellos.

## Biografía
Nació en 1888 en Maryville (Misuri) y era el segundo hijo de James William Breckenridge y Amanda Elizabeth Carnegey. Se crio en una granja y, en su juventud, trabajó en el campo mientras realizaba sus estudios en el State Teacher's College en Warrensburg, donde se graduó como maestro de escuela. Durante sus estudios, recibió una influencia wesleyana en su pensamiento, gracias a su profesor Roberth Art, quien lo ayudó a conocer el sentir del trato humanitario. Su primer trabajo tras la universidad fue como vendedor de cursos por correspondencia para hacendados (rancheros). Luego pasó a ser vendedor de tocino, jabón y manteca de la empresa Armour & Company. Tuvo tanto éxito que consiguió que su zona, Omaha del Sur, fuese líder nacional de ventas para la empresa.
Dale Carnegie cambió la dicción de su apellido materno de «Carnegey» a Carnegie, en un momento en el que el empresario Andrew Carnegie era ampliamente reverenciado y reconocido, en una exitosa maniobra de mercadotecnia.
El primer matrimonio de Carnegie acabó en divorcio en 1931. El 5 de noviembre de 1944, en Tulsa, Oklahoma, se casó con Dorothy Price Vanderpool, también divorciada. Tuvo dos hijas, Rosemary, de su primer matrimonio y Donna Dale, del segundo.
Murió de la enfermedad de Hodgkin y fue enterrado en el cementerio de Belton en el Condado de Cass, Misuri.

## El curso de Dale Carnegie
El curso de Dale Carnegie es un programa de autoayuda basado en un plan de estudios estandarizado dirigido por entrenadores franquiciados por todo el mundo. Existen distintas variaciones del curso, incluyendo un curso de ventas, uno de presentación de alto impacto, y uno para directivos. 
El curso básico consiste en doce sesiones vespertinas de tres horas y media cada una, que se imparten una tarde por semana, para entre 20 y 35 asistentes por curso. Ayudantes no remunerados, ya «graduados» del curso (y que a menudo buscan conseguir la experiencia necesaria para convertirse en instructores), están disponibles para ayudar a los participantes entre clases para preparar la siguiente, ayudar con la logística e incluso trabajar con grupos pequeños y medianos.
Los instructores son graduados universitarios con variada experiencia profesional y deben asistir a un riguroso entrenamiento que culmina en la certificación para enseñar el curso, y a los que se exige asistir anualmente a cursos de reciclaje para mantener su certificación.
La mayor parte del contenido del curso está basado en las enseñanzas que Dale Carnegie impartió durante años, desde que empezó en 1912 como una conferencia que luego creció hasta abarcar el control de la preocupación y el estrés. Más tarde compiló sus pensamientos en tres libros que forman la base del programa: Cómo hacer amigos e influir en la gente, Cómo dejar de preocuparse y empezar a vivir, y La forma rápida y fácil de hablar efectivamente. A los participantes se les dan tareas de lectura de estos libros durante las doce semanas de clases.
Gran parte del tiempo de cada sesión está asignado a presentaciones por parte de cada uno de los participantes al resto de los asistentes. Aunque el formato varía ligeramente de semana a semana, normalmente la mitad del tiempo disponible se dedica a las presentaciones, ya que los instructores afirman que con ello mejora la habilidad de los participantes para hablar en público. Las presentaciones siempre se basan en la experiencia personal propia, no en un tema investigado. 
El resto de la sesión consiste en una conferencia y pequeños ejercicios en grupos. Los temas de la conferencia cubren técnicas de memoria, la importancia de aprender nombres, técnicas interactivas, resolución de problemas y pequeñas habilidades de grupo. 
El Curso de Carnegie disfruta de buena reputación en el ámbito de los negocios y es considerado como una herramienta de transición para las personas tímidas o desacostumbradas a trabajar en equipo, por lo que muchos empresarios envían a sus empleados al curso.

## Libros
- Cómo hablar bien en público: e influir en los hombres de negocios. Association Press.
- Cómo ganar amigos e influir sobre las personas. Un libro que trata sobre la buena praxis en las relaciones interpersonales, publicado por primera vez en 1936 y en 1940 en castellano que fue un gran éxito en ventas y sigue siendo popular hoy en día. Simon & Schuster.
- Cómo dejar de preocuparse y empezar a vivir. Un libro de desarrollo personal sobre gestión del estrés. Simon & Schuster.
- Lincoln, el desconocido. Una biografía de Abraham Lincoln. Carnegie & Associates, Inc.
- La manera rápida y fácil de hablar eficazmente. Los principios y la aplicación práctica de expresar a sí mismo ante los grupos de personas. Carnegie & Associates, Inc.
- La Cañada. Álbum de recortes de Carnegie, revisado por Dorothy Carnegie. Una colección de citas que Carnegie encontró, con de sus propias escritos. Simón y Schuster.
- Manejando a través de las personas. La aplicación de sus principios sobre buenas relaciones humanas a la dirección eficaz. Simón y Schuster.
- Manejando a la gente. Explica los principios éticos.
- Importante promotor